# Küsnacht
Küsnacht (gzu. Chüsnacht, Chüsnecht) – miasto i gmina (Politische Gemeinde) w północnej Szwajcarii, w kantonie Zurych, w okręgu (Bezirk) Meilen. Leży nad Jeziorem Zuryskim.

## Demografia
W Küsnacht mieszkają 14 833 osoby. W 2021 roku 27,6% populacji gminy stanowiły osoby urodzone poza Szwajcarią.

## Osoby związane z miastem
- Tina Turner, mieszkała i zmarła tutaj
- Carl Gustav Jung, zmarł w Küsnacht

## Transport
Przez teren miasta przebiegają autostrada A52 oraz drogi główne nr 17 i nr 712.
Przez Küsnacht przebiega linia kolejowa z Baden przez Zürich Hauptbahnhof do Uetikon am See, ze stacjami Küsnacht i przystankiem Küsnacht Goldbach.

## Galeria

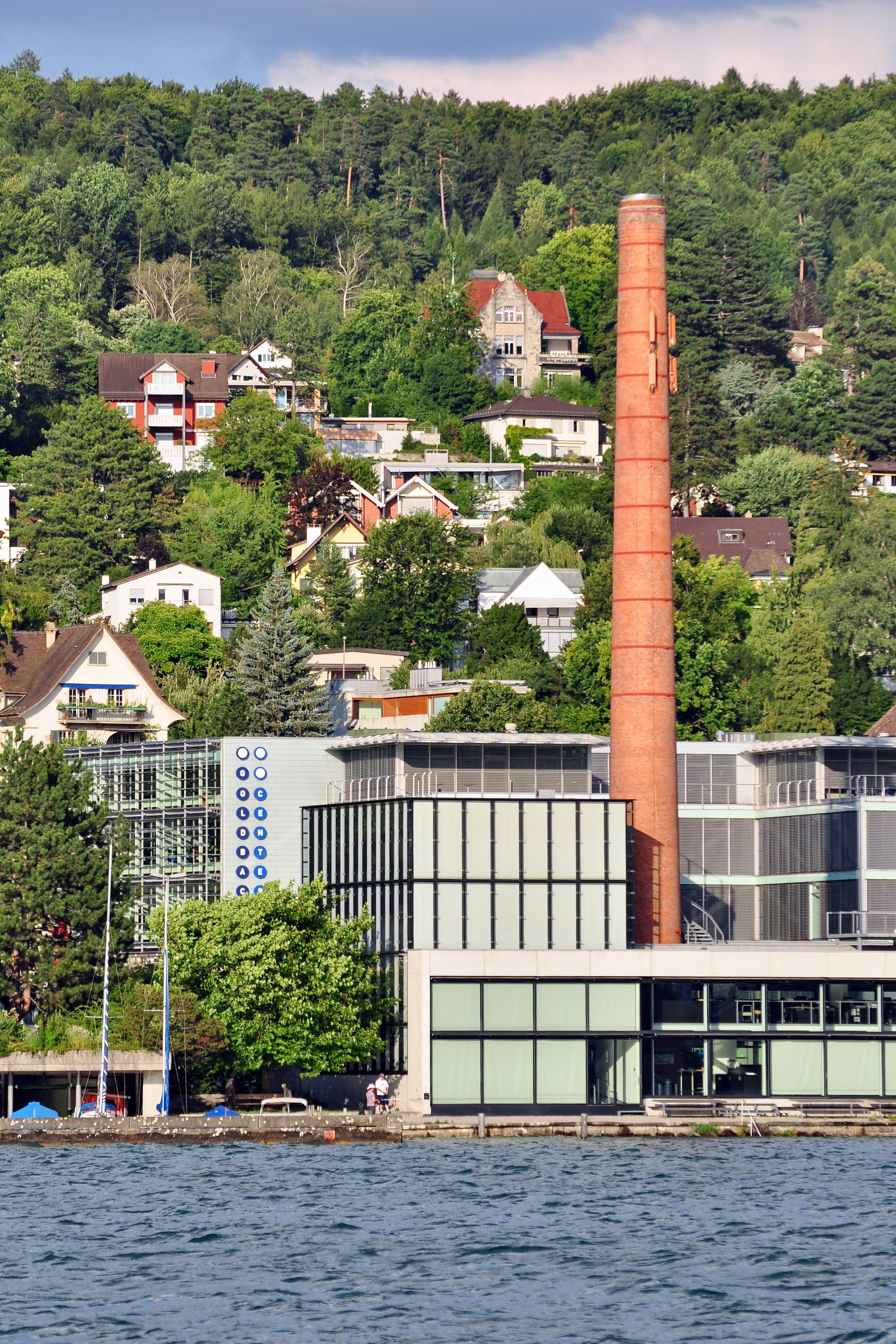
Siedziba firmy Terlinden Textilpflege
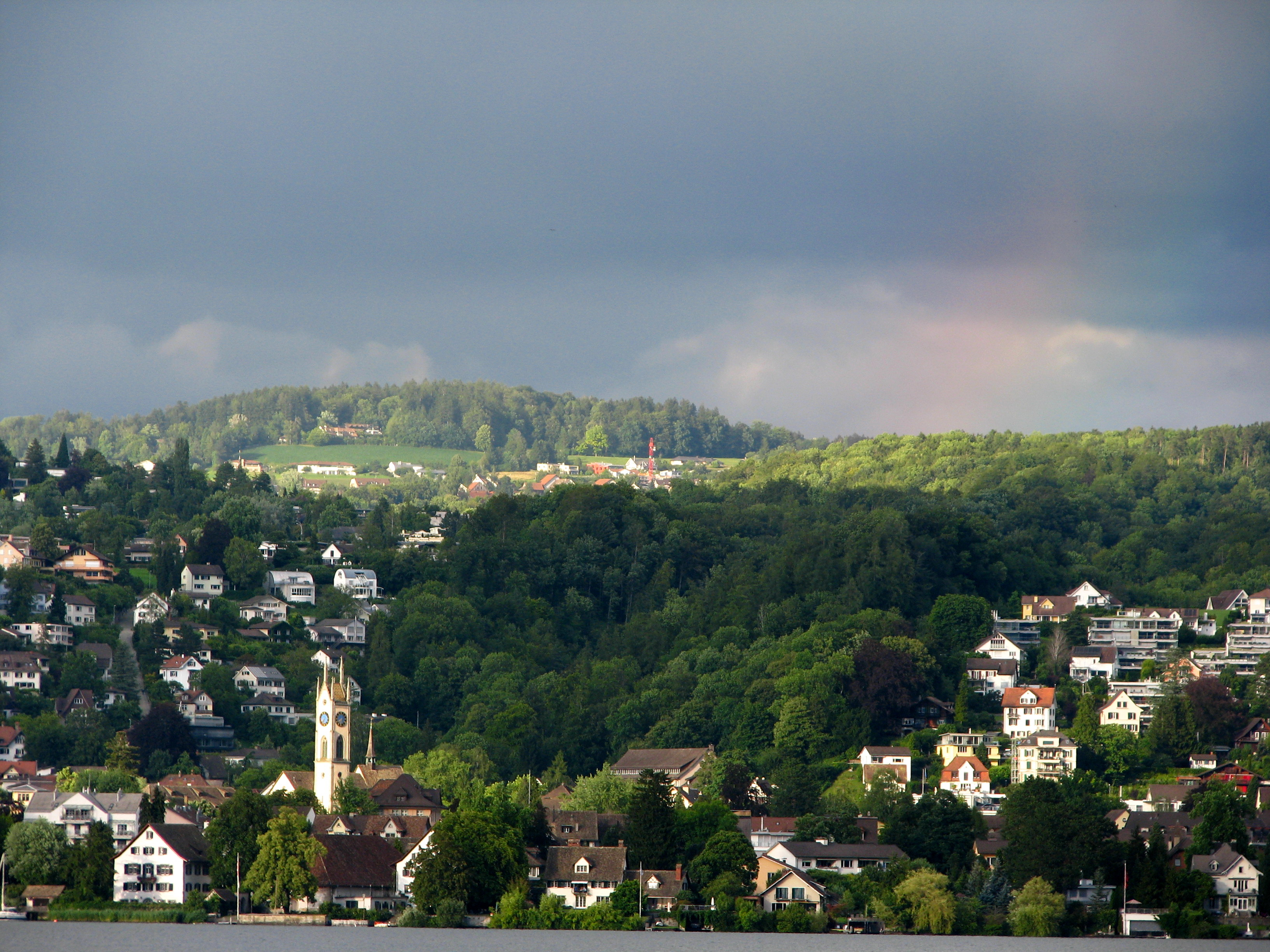
Jezioro Zuryskie